# Луций Валерий Мессала Тразея Приск
Луций Валерий Публикола Мессала Гельвидий Тразея Приск Миниций Наталис (лат. Lucius Valerius Publicola Messala Helvidius Thrasea Priscus Minicius Natalis) — римский государственный деятель конца II века — начала III века.

## Биография
По всей видимости, Луций был связан с известным республиканским родом Валериев Мессал. Возможно, его отцом был претор-десигнат Луций Випстан Попликола Мессала. Тразея Приск начал свою карьеру в качестве монетного триумвира, входил в состав жреческой коллегии салиев, был септимвиром эпулонов и, что необычно для патриция, служил военным трибуном II Вспомогательного легиона в Нижней Паннонии. В этой должности он мог быть под командованием одного из Сервилиев — Секста Квинтилия Кондиана или Секста Квинтилия Максима, которые были заняты в это время руководством войны в Паннонии.
Затем, при императоре Марке Аврелии или Коммоде Тразея Приск был квестором. Следующим шагом в его карьере являлось «adlectio inter praetorios» (переход к преторскому рангу). По всей видимости при Септимии Севере он исполнял должность «sevir equitum Romanorum» (начальник подразделения римских всадников). И наконец, в 196 году Тразея Приск был назначен ординарным консулом. Его коллегой был Гай Домиций Декстер.
В конце 211 — начале 212 года после гибели Геты Тразея Приск был казнен по приказу императора Каракаллы так как, по всей видимости, поддерживал покойного императора. Известно, что он был патроном Ланувия.
Его сыном, возможно, был консул 214 года Луций Валерий Мессала Аполлинарий. По версии Кристиана Сеттипани, супругой Тразеи была Целия Бальбина, дочь Марка Аквилия Целия Аполлинария.